# Miconia floribunda
Miconia floribunda är en tvåhjärtbladig växtart som först beskrevs av Aimé Bonpland, och fick sitt nu gällande namn av Dc.. Miconia floribunda ingår i släktet Miconia och familjen Melastomataceae. Inga underarter finns listade i Catalogue of Life.